# Nagrak Selatan
Nagrak Selatan is een bestuurslaag in het regentschap Sukabumi van de provincie West-Java, Indonesië. Nagrak Selatan telt 6312 inwoners (volkstelling 2010).